# Ossian Aschan

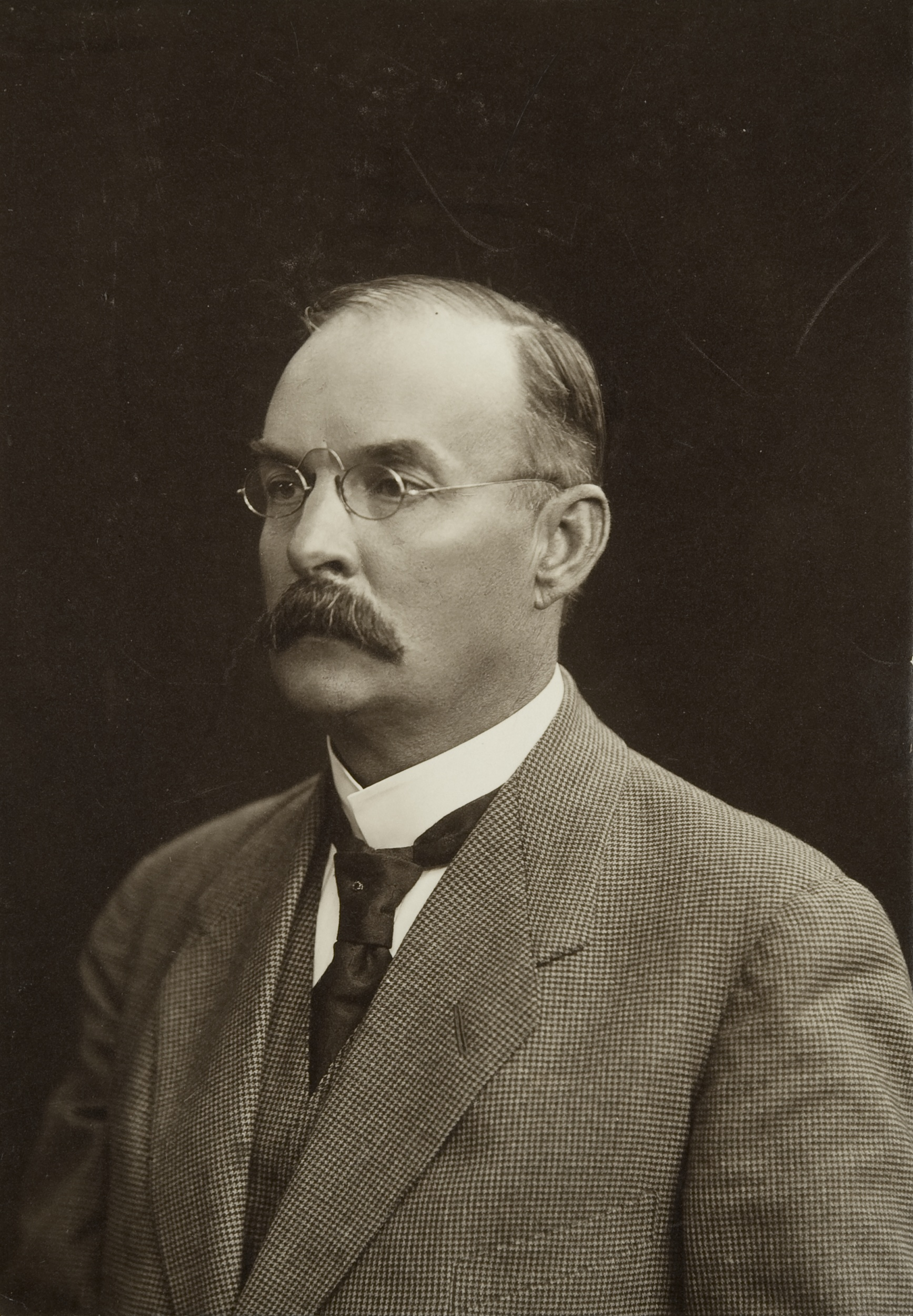
Ossian Aschan im Jahr 1922.

Adolf Ossian Aschan (* 16. Mai 1860 in Helsinki; † 25. Februar 1939 ebenda) war ein finnischer Chemiker (Chemietechnik, Organische Chemie).
Aschan studierte zunächst Bauingenieurwesen und dann Chemieingenieurwesen am Polytechnikum in Helsinki mit dem Abschluss als Chemieingenieur 1881. Außerdem erhielt er einen Magister-Abschluss an der Universität Helsinki. Er arbeitete als Chemiker in den Salpetersäurewerken in Turku, arbeitete kurz in einer Färberei in Sankt Petersburg und war danach zu weiterem Studium in Stockholm und Berlin, wo er 1884  promoviert wurde. Danach arbeitete er als Geologe und Lebensmittelchemiker in Helsinki, promovierte dort erneut und wurde 1896 Dozent an der Universität und Lehrer am Polytechnikum. Ab 1899 übernahm er auch kommissarisch den Lehrstuhl für Chemie an der Universität. 1907/08 setzte er als Laborleiter bei der Firma E. Schering in Berlin seine Camphersynthese aus Terpentinöl (darin enthaltene Pinene) um. 1908 wurde er ordentlicher Professor für Chemie in Helsinki. 1916 gründete er das Zentrallabor der chemischen Industrie Finnlands. 1927 wurde er emeritiert. 1930 wurde er zum korrespondierenden Mitglied der Göttinger Akademie der Wissenschaften gewählt.
Er untersuchte Naphthen-Säuren aus dem Erdöl von Baku (und allgemein alicyclische Monocarbonsäuren), befasste sich mit industrieller Camphersynthese (siehe oben) und erkannte die Eignung metallischen Natriums zur Polymerisation von Kautschuk aus Isopren. Für die finnische Papierindustrie untersuchte er Harze und Leime zum Teil in Zusammenarbeit mit der Firma Hercules Powder.
Er war Mitglied der Königlich Dänischen Akademie der Wissenschaften. 1910/11 war er im finnischen Parlament. 1929 erhielt er die Norblad-Ekstrand-Medaille der Schwedischen Chemischen Gesellschaft.

## Schriften
- Die Konstitution des Kamphers und seiner wichtigsten Derivate, Vieweg 1903, Archive
- mit Julius Wilhelm Brühl, Edvard Hjelt: Die Pflanzen-Alkaloide, Vieweg 1900, Archive
- Chemie der alicyklischen Verbindungen, Vieweg 1905, Archive